# Albert Mauer
Albert Mauer (* 12. Februar 1907 in Peuerbach, Österreich-Ungarn; † 10. Mai 1999 in Bytom) war ein polnischer Eishockeyspieler. 

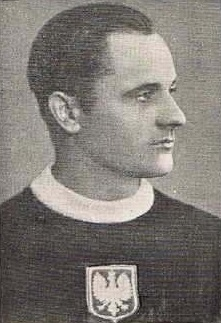
Albert Mauer im Nationaltrikot

## Karriere
Albert Mauer spielte auf Vereinsebene für die polnischen Eishockeyvereine Polonia Bytom, Start Katowice, Górnik Katowice, Baildon Katowice und Chemik Kędzierzyn. Während des Zweiten Weltkriegs wurde er zur Zwangsarbeit nach Österreich gebracht. 

### International
Für die polnische Eishockeynationalmannschaft nahm Mauer an den Olympischen Winterspielen 1932 in Lake Placid teil. Insgesamt bestritt er 14 Länderspiele für sein Heimatland.